# Bob Gerard
 Bob Gerard  va ser un pilot de curses automobilístiques anglès que va arribar a disputar curses de Fórmula 1.
Bob Gerard va néixer el 19 de gener del 1914 a Leicester, Anglaterra i va morir el 26 de gener del 1990 a South Croxton, Leicestershire.

## A la F1
Va participar en la primera cursa de la història de la Fórmula 1 disputada el 13 de maig del 1950, el GP de la Gran Bretanya, que formava part del campionat del món de la temporada 1950 de F1, de la que va disputar només dues proves.
Gerard va participar en un total de vuit curses puntuables pel campionat de la F1, repartides al llarg de sis temporades a la F1, les que corresponen als anys 1950, 1951, 1953, 1954, 1956, i 1957.
També va disputar i guanyar (abans i després de la II Guerra Mundial) nombroses curses no puntuables pel mundial de la F1.

## Resultats a la F1
| Any  | Equip  | Xassís      | Motor      | 1     | 2     | 3   | 4   | 5      | 6       | 7   | 8   | 9   | Posició | Punts |
| ---- | ------ | ----------- | ---------- | ----- | ----- | --- | --- | ------ | ------- | --- | --- | --- | ------- | ----- |
| 1950 | ERA    | ERA Tipus B | Straight-4 | GBR 6 |       |     |     |        |         |     |     |     | 24th    | 0     |
| 1950 | ERA    | ERA Tipus A | Straight-4 |       | MON 6 | 500 | SUI | FRA    | BEL     | ITA |     |     | 24th    | 0     |
| 1951 | ERA    | ERA         | Straight-4 | SUI   | 500   | BEL | FRA | GBR 11 | ALE     | ITA | ESP |     | 40º     | 0     |
| 1953 | Cooper | Bristol     | Straight-6 | ARG   | 500   | HOL | BEL | FRA 11 | GBR Ret | ALE | SUI | ITA | 40º     | 0     |
| 1954 | Cooper | Bristol     | Straight-6 | ARG   | 500   | BEL | FRA | GBR 10 | ALE     | SUI | ITA | ESP | 41º     | 0     |
| 1956 | Cooper | Bristol     | Straight-6 | ARG   | MON   | 500 | BEL | FRA    | GBR 12  | ALE | ITA |     | 43º     | 0     |
| 1957 | Cooper | Bristol     | Straight-6 | ARG   | MON   | 500 | FRA | GBR 6  | ALE     | PES | ITA |     | 25º     | 0     |

### Resum
| Curses: | Victòries: | Pòdiums: | Poles: | Voltes ràpides: | Punts: |
| ------- | ---------- | -------- | ------ | --------------- | ------ |
| 8       | 0          | 0        | 0      | 0               | 0      |